# Nokia E60
Pour les articles homonymes, voir E60.
Le Nokia E60 est un smartphone monobloc de style traditionnel de la gamme Série E de téléphone d'affaires, avec une plate-forme S60 troisième édition de Nokia.

## Caractéristiques
- Système d'exploitation Symbian OS S60 V5 (version tactile)
- GSM/EDGE
- 115 × 49 × 16,9 mm pour 117 grammes
- Écran de définition 352 × 415, LCD
- Mémoire : 64 Mo
- Appareil photo numérique indisponible
- Wi-Fi b,g
- Bluetooth 2.0 Stéréo
- Vibreur
- DAS : 0,68 W/kg.